# CdZ-Gebiet Untersteiermark

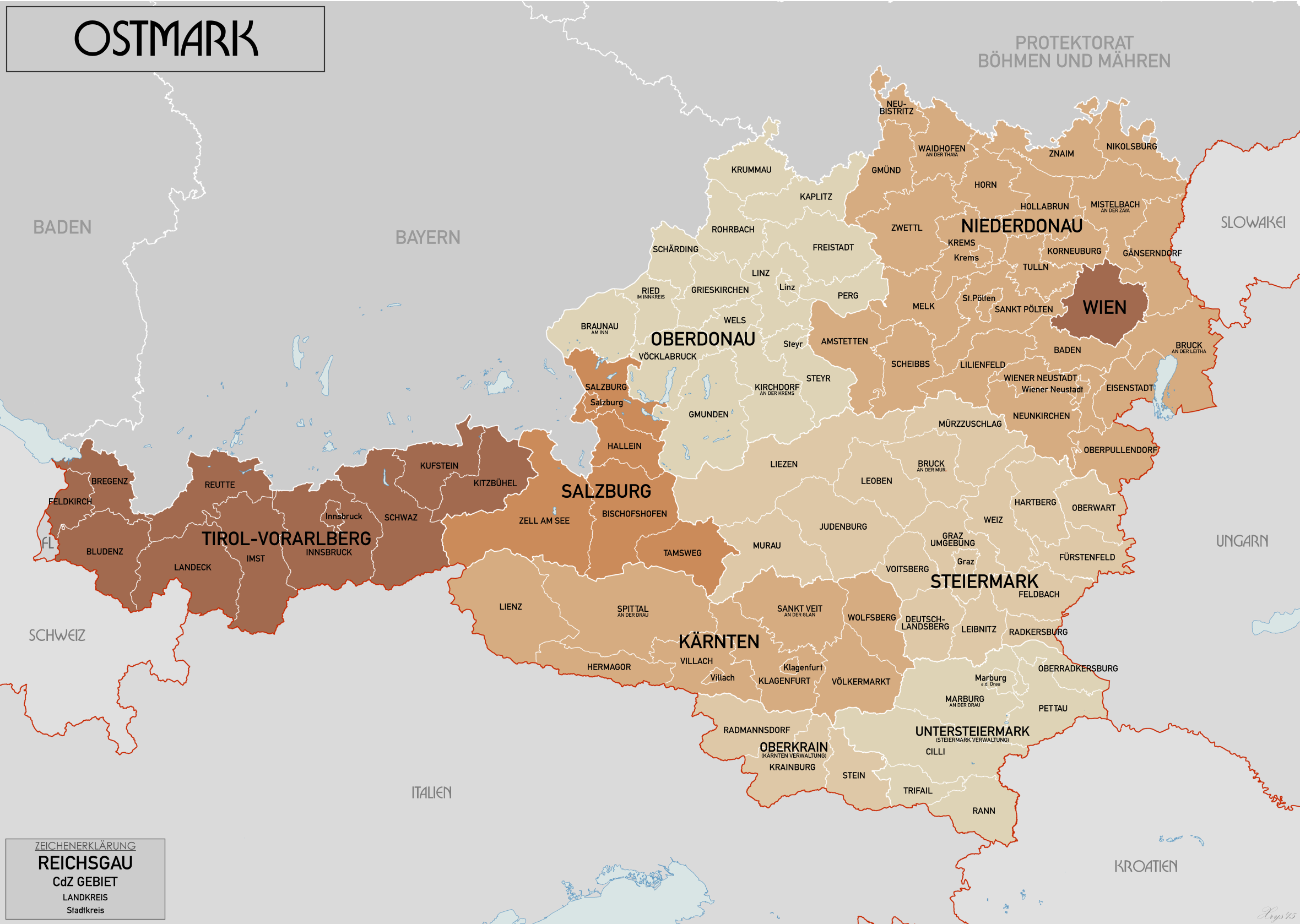
Ostmark 1941: Reichsgaue, Land- und Stadtkreise

Das CdZ-Gebiet Untersteiermark war im Zweiten Weltkrieg eine von 1941 bis 1945 bestehende Verwaltungseinheit in dem deutsch besetzten Teil Jugoslawiens (Banschaft Drau), der bis zum Ende des Ersten Weltkrieges als Untersteiermark zum Kronland Steiermark in Österreich gehört hatte. Das Gebiet unterstand einem deutschen Chef der Zivilverwaltung (CdZ) und war zur späteren Eingliederung in das Deutsche Reich vorgesehen.

## Geschichte
Nach Beginn des deutschen Balkanfeldzuges gegen das Königreich Jugoslawien am 6. April 1941 wurde das nordöstliche Slowenien dem deutschen „Chef der Zivilverwaltung in der Untersteiermark“ unterstellt. Sitz der Verwaltung wurde Marburg (slowen. Maribor). Das nordwestliche Slowenien wurde zum CdZ-Gebiet Kärnten und Krain.
Zum Chef der Zivilverwaltung wurde am 14. April 1941 der Reichsstatthalter und Gauleiter der NSDAP für den Gau Steiermark, Sigfried Uiberreither, ernannt. Dieser verlegte den Sitz der Zivilverwaltung mit Wirkung vom 15. November 1941 nach Graz.
Am 13. Mai 1941 wurde in Zagreb ein deutsch-kroatischer Grenzvertrag unterzeichnet, der die Grenze zwischen dem CdZ-Gebiet Untersteiermark und dem unabhängigen Staat Kroatien festlegte.
Zum 13. Juni 1941 wurden über das bisherige CdZ-Gebiet hinaus die bis dahin jugoslawischen, südöstlich von Sankt Anna am Aigen gelegenen Gemeinden Guizenhof/Ocinje, Sinnersdorf/Kramarovci, Füchselsdorf/Fikšinci und der überwiegend deutschsprachige Teil der Gemeinde Serdica Rotenberg/Rdeči breg in Prekmurje/Übermurgebiet aus der Bezirkshauptmannschaft Murska Sobota der Zivilverwaltung unterstellt und in die deutsche Pass-, Zoll- und Devisengrenze miteinbezogen.
Die ursprünglich geplante vollständige Eingliederung der Untersteiermark in das Deutsche Reich wurde bis zum Kriegsende nicht vollzogen.
Seit dem Ende des Zweiten Weltkrieges gehörte das Gebiet der Untersteiermark wieder zu Jugoslawien und ist heute Teil des selbständigen Slowenien.

## Verwaltungsgliederung
Zunächst blieb die jugoslawische Einteilung in Bezirkshauptmannschaften und bezirksfreie Städte bestehen, die durch deutsch eingesetzte politische Kommissare verwaltet wurden.
Am 15. Juni 1941 wurde nach deutschem Recht der neue Stadtkreis Marburg aus der bisherigen bezirksfreien Stadt Marburg gebildet und zu Lasten der Bezirkshauptmannschaft „Marburg rechtes Drauufer“ durch großzügige Eingemeindungen erweitert.
Nach einer Gebietsreform in der gesamten Untersteiermark gliederte sich diese ab 1. Juli 1941 entsprechend der im Deutschen Reich üblichen Einteilung in einen Stadtkreis und in sechs Landkreise. Marburg erhielt, wie schon seit Ende des 19. Jahrhunderts bis 1918 üblich, den Namenszusatz „an der Drau“ (zur Unterscheidung von Marburg an der Lahn).
Seit dem 14. April 1943 wurden alle Gemeinden in der Untersteiermark der im Altreich gültigen Deutschen Gemeindeordnung vom 30. Januar 1935 unterstellt, welche die Durchsetzung des Führerprinzips auf Gemeindeebene vorsah.

## Ortsnamen
Zunächst galten vorläufig die bis 1918 gültigen österreichischen Ortsnamen in der deutschen Fassung. Später wurden weitere Ortsnamen eingedeutscht.

## Kreise im CdZ-Gebiet Untersteiermark 1945

### Stadtkreis
1. Marburg an der Drau

### Landkreise
1. Cilli
2. Marburg an der Drau
3. Oberradkersburg
4. Pettau
5. Rann
6. Trifail